# Cratere Chang-Ngo
Chang-Ngo è un cratere lunare di 2,34 km situato nella parte sud-occidentale della faccia visibile della Luna.